# Yngve Jönsson
Yngve Artur Jönsson, född 7 juni 1913 i Laholms landsförsamling, Hallands län, död 20 juni 2004 i Växjö domkyrkoförsamling, Kronobergs län, var en svensk konstnär. 
Jönsson var som konstnär autodidakt. Han företog studieresor till Frankrike, Spanien och Grekland där han bedrev självstudier. Hans konst består av naturalistiska gatumotiv, landskap, mariner och porträtt.